# Experimento de Meselson-Stahl

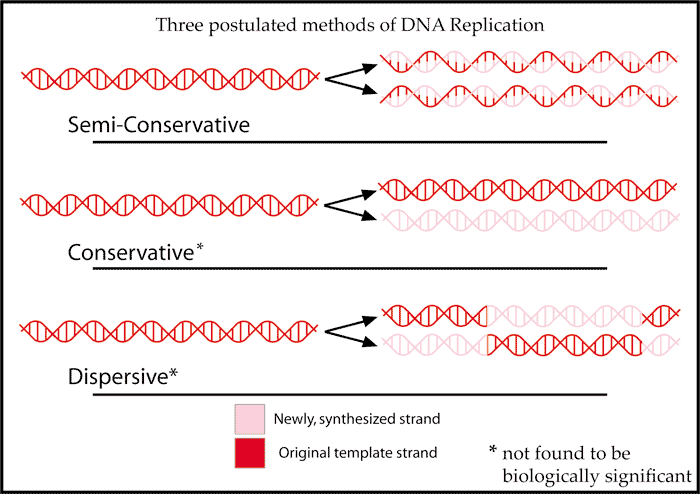
Resumen de los tres métodos postulados de síntesis de ADN.

El experimento de Meselson - Stahl  fue un experimento realizado en 1957 por Matthew Meselson y Franklin Stahl en el que se demostró que la replicación de ADN era semiconservadora. Una replicación semiconservadora es aquella en que la cadena de dos filamentos en hélice del ADN se replica de forma tal que cada una de las dos cadenas de ADN formadas consisten en un filamento proveniente de la hélice original y un filamento nuevo sintetizado.
El experimento permitió confirmar las teorías de James Watson y de Francis Crick sobre el método de replicación del ADN.

## Hipótesis
Para investigar la forma de replicación del ADN, Meselson y Stahl idearon una forma muy ingeniosa que se basa en dos premisas fundamentales, por una parte está el hecho de que el nitrógeno es uno de los principales elementos del ADN, y por la otra el nitrógeno posee dos isótopos que pueden ser distinguidos mediante técnicas de laboratorio. 
Aunque el 14N es el isótopo más abundante del nitrógeno, el ADN es también viable con el isótopo 15N el cual es más pesado. El isótopo 15N no es radioactivo, solo es más pesado que el nitrógeno común.
De esta forma Meselson y Stahl mediante un inteligente planteamiento del experimento, en el que utilizaron bacterias y observaron cómo replicaban su ADN, pudieron obtener información que les permitió identificar el mecanismo de replicación del ADN y descartar ciertas teorías alternativas.

## Desarrollo del experimento

Se realizó un cultivo de E. coli durante varias generaciones en un medio con 15N. Al extraer ADN de estas células y centrifugarlo en un gradiente de cloruro de cesio, las moléculas de ADN se situaban en el punto donde su densidad igualaba la del medio. El ADN de estas células tenía una mayor densidad que el de otras cultivadas con 14N. 
Posteriormente, las células de E. coli que solo contenían 15N en su ADN se colocaron en un medio con 14N y se les permitió que se replicaran una sola vez. 
Se extrajo el ADN de estas células y se comparó con el preparado con 14N y con el preparado con 15N, encontrando que su densidad era prácticamente el promedio. Dado que una replicación conservadora hubiera producido iguales cantidades de ADN de mayor y menor densidad (pero sin producir ADN de una densidad intermedia), se descartó que la replicación siguiera el mecanismo conservador. Sin embargo, este resultado era consistente tanto con una replicación semiconservadora como con una de tipo dispersante. Una replicación semiconservadora hubiera dado por resultado una doble hélice de ADN donde un filamento tiene 15N mientras que el otro filamento tiene 14N, mientras que una replicación dispersante hubiera dado por resultado una doble hélice de ADN con ambos filamentos conteniendo mezclas de 15N y 14N; en ambos casos la densidad del ADN tendría un valor promedio entre las densidades de los ADN de 15N y 14N.
Posteriormente, se extrajo ADN de células que habían crecido por varias generaciones en un medio con 15N, y se les  permitió que realizaran dos replicaciones en un medio con 14N. Al analizar estas células se encontró que contenían cantidades iguales de ADN con dos densidades distintas, una igual a la obtenida tras una sola replicación en un medio con 14N, mientras que la otra correspondía al ADN producido exclusivamente con 14N. Este resultado era claramente inconsistente con una replicación dispersante, que hubiera dado como producto ADN con una densidad única e inferior a la de una sola generación, pero superior que la de 14N, ya que el ADN original con 15N se habría repartido de forma uniforme entre todos los filamentos de ADN. Este resultado era consistente con una replicación semiconservadora, en cuanto a que la mitad del ADN de segunda generación tiene un filamento original con 15N y otro con 14N, lo que da como resultado un ADN con una densidad intermedia, mientras que la otra mitad del ADN contiene en su totalidad 14N --un filamento sintetizado en la primera división y otro en la segunda división. Este descubrimiento fue sumamente importante en el desarrollo de la biología y es de gran ayuda en la investigación y tratamiento de enfermedades, como por ejemplo el cáncer.